# هاينز سيلمان
هاينز سيلمان (بالألمانية: Heinz Sielmann)‏ صانع أفلام حياة برية (ولد 2 يونيو 1917) في ألمانيا - ومات في 6 أكتوبر 2006 في ميونيخ
.

## روابط خارجية
- هاينز سيلمان على موقع IMDb (الإنجليزية)
- هاينز سيلمان على موقع مونزينجر (الألمانية)
- هاينز سيلمان على موقع ألو سيني (الفرنسية)
- هاينز سيلمان على موقع أول موفي (الإنجليزية)
- هاينز سيلمان على موقع قاعدة بيانات الأفلام السويدية (السويدية)
- هاينز سيلمان على موقع ديسكوغز (الإنجليزية)
- هاينز سيلمان على موقع قاعدة بيانات الفيلم (الإنجليزية)
- هاينز سيلمان على موقع كينوبويسك (الروسية)